# Bevor der Blitz einschlägt
Bevor der Blitz einschlägt ist eine deutsche Filmkomödie der DEFA von Richard Groschopp aus dem Jahr 1959.

## Handlung
Der Reporter der Zeitung Berlin am Morgen Heinz Engelhard hat eine Reportage über das Lokomotivwerk „August Bebel“ geschrieben, die bei den Kollegen auf Zustimmung stößt und allgemein Beachtung findet. Nur Wirtschaftsredakteurin Christine Koch hatte Bedenken gegen den boulevardesk geschriebenen Beitrag. Sie wird in ihrer Vorahnung bestätigt, als sich der Parteisekretär und der BGL-Vorsitzende bei der Redaktion über den Artikel beschweren: Nicht nur habe Engelhard in seiner Reportage die gute Brigade Schneider und die schlechte Brigade Schindler miteinander verwechselt, sondern mit der Überschrift Diesel, Dampf und ein Direktor auch die Arbeiter vollkommen außer Acht gelassen und sich nur einseitig über den Betrieb informiert. Um Einsicht in die Geschehnisse zu bekommen, wird Heinz für einige Wochen als Arbeiter in das Lokomotivwerk geschickt. Geplant ist, dass er in dieser Zeit eine mehrteilige Reportage für Berlin am Morgen schreibt.
Im Werk wird Heinz der Brigade Schindler zugeteilt. Schnell zeigt sich, dass die einzelnen Arbeiter der Brigade wenig Interesse an der Arbeit haben: Der Brigadeleiter täuscht Rheuma vor und ist jeden Tag beim Betriebsarzt, ein anderer Arbeiter trainiert für einen Boxkampf und der dritte engagiert sich im Laientheater und muss Texte lernen. Die Brigade Schneider wiederum arbeitet in schnellem Tempo ihr Soll ab, egal ob damit die Arbeit der anderen Brigade behindert wird, und schaut stets nur auf das Geld. Heinz’ Kritik jedoch nimmt niemand ernst, war er doch in seinem Artikel schon unfähig, beide Brigaden auseinanderzuhalten. Erst, nachdem Heinz seinen Einstand gegeben hat, wird er von beiden Brigaden mehr akzeptiert.
Die Arbeit beider Brigaden könnte schneller gehen, wenn zwei Kräne zur Materialversorgung vorhanden wären. Zwar gibt es einen zweiten Kran, der jedoch defekt ist. Als Heinz auf Initiative beider Brigaden beim Technischen Direktor anspricht, dass der zweite Kran wieder flottgemacht werden könnte, wiegelt der ab: Dies sei bereits früher diskutiert und abgelehnt worden. Wenn überhaupt, müsste die Instandsetzung des Krans langfristig in den Arbeitsplan integriert werden, nicht jedoch ohne genauere Planung. Die Brigaden sind enttäuscht, da mal wieder ein Vorschlag aus ihrer Reihe abgelehnt wurde. Heinz schreibt unter dem Titel Diesel, Dampf und ein Diktator einen Artikel gegen den Technischen Direktor, den er im ersten Artikel noch gelobt hatte. Da der Inhalt dem Chefredakteur der Zeitung zu brisant erscheint, forscht Christine Koch vor Ort nach und unterhält sich auch mit dem Technischen Direktor, der verspricht, das Kranprojekt in den laufenden Arbeitsplan aufzunehmen. Christine will dem Chefredakteur ausreden, den Artikel zu drucken. Neben Fairnessgründen treibt sie auch der Groll auf Heinz, der ihrer Meinung nach einer anderen Frau eine Liebeserklärung gemacht hat. Erst nach einiger Zeit erfährt Christine, die in Heinz verliebt ist, dass er mit einer anderen Frau nur ein Theaterstück geprobt hat. Nach dem Willen des Chefredakteurs wird der Artikel gedruckt und der Technische Direktor fühlt sich angegriffen. Parteisekretär und BGL-Vorsitzender jedoch sind zufrieden, komme der als Manager auftretende Technische Direktor doch so mal wieder auf den Boden der Tatsachen zurück.
Am Ende einigen sich beide Brigaden darauf, den Kran selbst zu reparieren – freiwillig, in ihrer Freizeit, ohne Bezahlung. Auch zwischen Heinz und Christine gibt es ein Happy End: Als Christine Heinz erklärt, dass ihre Ablehnung seines Artikels vor allem auf ihre Eifersucht zurückzuführen war, versöhnen sie sich und beide werden ein Paar.

## Produktion
Der Film wurde unter dem Arbeitstitel Das zweite Studium des Heinz Engelhard 1959 gedreht. Drehorte waren zunächst das Lokomotiv-Werk „Ernst Thälmann“ und später eine Produktionshalle in Seddin. Der Film erlebte am 4. Oktober 1959 anlässlich der Festwoche des DEFA-Films im Berlin-Pankower Kino Odeum seine Premiere.
Für die Dramaturgie war Willi Brückner verantwortlich.

## Kritik
Die zeitgenössische Kritik lobte den Film, in dem „ein wichtiges, ein aktuelles Thema mit leichter Hand angefaßt, mit witziger Ironie, mit einem Schuß Liebe nebst obligater Eifersucht geschickt angerichtet [wird] – wie selten haben wir das!“ Das Neue Deutschland schrieb: „Über diesen heiteren Film sollten wir uns von Herzen freuen und uns wünschen, daß davon jedes Jahr in den DEFA-Studios ein halbes Dutzend geboren werden.“
Für das Lexikon des internationalen Films war Bevor der Blitz einschlägt eine „[g]elungene heitere Unterhaltung mit zeitnahen Problemen, kabarettistisch aufbereitet.“